# Apenin Lukański

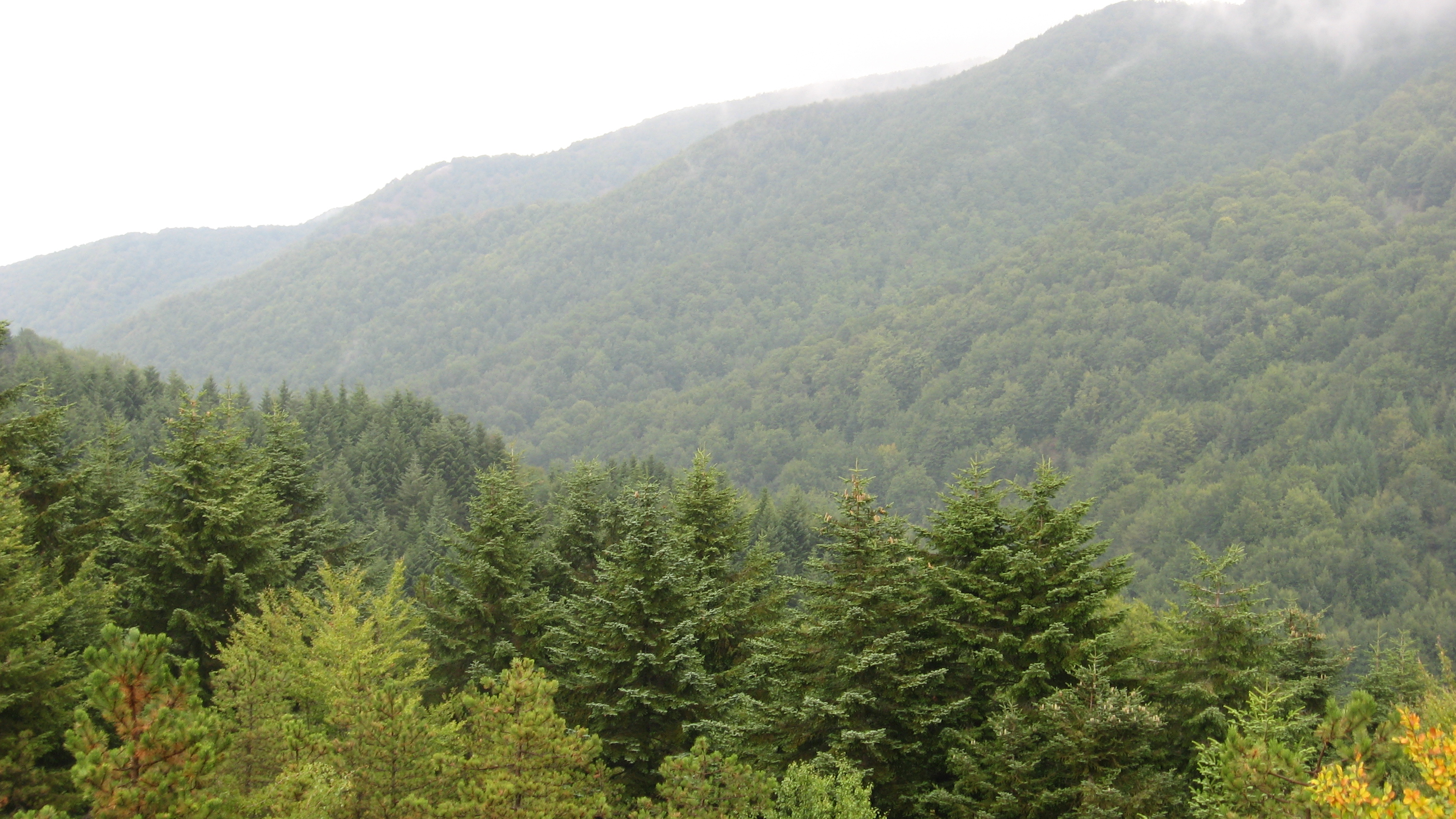
Apenin Lukański

Apenin Lukański (wł. Appennino Lucano) – pasmo górskie w południowych Włoszech, część Apeninu Południowego. Zbudowane głównie ze skał osadowych. Występuje tam szereg masywów i grup górskich, oddzielonych głębokimi dolinami i bogata rzeźba krasowa. Wysokość maksymalna do 2267 m n.p.m. (szczyt Dolcedorme w masywie Pollino). Powyżej 800 m n.p.m. lasy bukowe, w masywie Pollino sosnowe. Uprawa oliwek. Góry przecina droga z Neapolu do Tarentu. Główne miasto – Potenza.